# The Stolen Jewels
The Stolen Jewels er en amerikansk stumfilm fra 1908 af D. W. Griffith.

## Medvirkende
- Harry Solter som Mr. Jenkins
- Florence Lawrence som Mrs. Jenkins
- Linda Arvidson
- John R. Cumpson
- Gladys Egan